# Japan Airlines
Japan Airlines (JAL) er et flyselskab fra Japan, med hovedsæde i Tokyo og hub på 4 store lufthavne i landet.
JAL blev dannet 1. august 1951 og 25. oktober samme år var der jomfruflyvning. Dette var på indenrigsruter som blev fløjet med et Martin 2-0-2 fly, lejet af Northwest Airlines.  
1. august 1953 blev JAL 100 procent ejet af den japanske stat, og 2. februar 1954 begyndte selskabet flyvninger på deres første internationale rute. Det skete med et Douglas DC-6 fly, der tog turen til San Francisco.
Japan Airlines blev 18. november 1987 privatiseret.
Selskabet er medlem af flyalliancen Oneworld.

## Destinationer
Japan Airlines' internationale destinationer:
Asien
Beijing, Tianjin, Dalian, Shanghai, Guangzhou, Hong Kong, Taipei, Hanoi, Ho Chi Minh, Bangkok, Kuala Lumpur, Singapore, Jakarta, Manila, Seoul, Guam, Doha, New Delhi, Bengaluru.
Europa
Helsingør, London, Paris, Frankfurt
Nordamerika
Boston, New York, Chicago, San Francisco, Dallas, Los Angeles, San Diego, Seattle, Vancouver, Honolulu, Kailua Kona
Oceania
Sydney, Melbourne